# Charles Bernstein (Dichter)

Charles Bernstein bei der Writers' and Literary Translators' International Conference (Stockholm 2008)

Charles Bernstein (* 4. April 1950 in New York City) ist ein US-amerikanischer Dichter, Herausgeber und Hochschullehrer an der University of Pennsylvania. 
Bernstein studierte am Harvard College. Er war Gastprofessor für Poesie und Kreatives Schreiben an der Columbia University, Brown University und Princeton University und ist einer der bekanntesten Language poets.

## Auszeichnungen
- 2005: Dean's Award for Innovation in Teaching der University of Pennsylvania
- 2006: Mitglied der American Academy of Arts and Sciences
- 2015: Preis der Stadt Münster für internationale Poesie

## Wissenschaftliche Arbeiten über Charles Bernstein
- Göricke, Ursula. Poetry as epistemological inquiry: reading Bernstein reading Cavell reading Wittgenstein (PDF; 815 kB), Dissertation, RWTH Aachen: 2003.

- Mönke, Stefan. Charles Bernstein's Response to the Postmodern Condition (PDF; 1,0 MB), Masterarbeit, Universität Coimbra (Portugal): 2011.

## Übersetzungen
- Gedichte und Übersetzen. Aus dem US-Amerikanischen von VERSATORIUM und Peter Waterhouse. Edition Korrespondenzen, Wien 2013, ISBN 978-3-902113-97-9
- Angriff der Schwierigen Gedichte. Aus dem US-Amerikanischen von Tobias Amslinger, Norbert Lange, Léonce W. Lupette und Mathias Traxler. luxbooks, Wiesbaden 2014, ISBN 978-3-939557-88-3